# Тризм
Тризм (лат. trismus, англ. lockjaw) — зменшення розкриття щелеп (обмежений обсяг рухів щелепи). Це може бути спричинено як спазмом жувальних м'язів, так і низкою інших причин. Такий стан заважає їсти, говорити та підтримувати належну гігієну порожнини рота. Можливе порушення здатності хворого правильно ковтати, що може призвести до аспірації. Історично термін «замо́к щелепи» (англ. lockjaw) вживався іноді як синонім тризму і правця.
У деяких випадках тризм призводить до зміни обличчя. Стан може бути тяжким і болючим для пацієнта. Обстеження та лікування, що вимагають доступу до ротової порожнини, можуть бути обмеженими, а в деяких випадках неможливими.
Поширеність тризму коливається в широких межах, частково тому, що чітких критеріїв його не встановлено. Нормально щелепи відкриваються на 30-40 мм. Тризм визначається як відкривання рота менше 40 мм. Інші науковці визначають це як відкривання на 15-30 мм або навіть менше 20 мм. Деякі науковці оцінюють тризм відповідно до візуальної оцінки відкривання рота (легкий / помірний / тяжкий або ступені від 1 до 3, що знову ж відповідає відкриванню рота). Частота захворювання дуже мінлива і залежить від етіології. Важливо зазначити, що тризм є поширеною знахідкою у певних групах пацієнтів із вродженими синдромами мікрогнатії або ті, хто проходить променеву терапію раку голови та шиї. Це також може бути порівняно рідкісним ускладненням таких загальних станів, як фарингіт.
Розрізняють короткотривалий і постійний тризм. Останній зустрічається рідше.

## Етіологія
- Травматичний тризм:

- Гемартроз / гематома
- Перелом або вивих нижньої щелепи або виличної дуги
- Забій скронево-нижньощелепного суглоба
- Внутрішньосуглобові сторонні тіла
- Зміщений меніск
- Пряме пошкодження жувальних м'язів

- Тризм внаслідок запалення:

- Остеоартроз
- Фіброз м'яких тканин
- Анкілоз
- Ревматоїдний артрит
- Склеродермія
- Темпоральний артеріїт

- Інфекційні ураження

- Піогенний артрит
- Остеомієліт нижньої щелепи
- Тонзиліт
- Перітонзилярний та інші глоткові абсцеси
- Правець
- Одонтогенний абсцес
- Епідемічний паротит
- Абсцес привушної залози

- Вроджені вади розвитку:

- Послідовність П'єра — Робіна
- Псевдокамптодактилярний синдром

- Пухлини голови та шиї

- Фарингеальна карцинома
- Пухлина привушної залози

Тризм може бути спричинений інфільтрацією пухлини в жувальні м'язи, зокрема крилоподібний або скронево-нижньощелепний суглоб.
- Одонтогенний

- Ушкодження третього моляру / або після його екстракції (видалення)

- Ятрогенний

- Періопераційне запалення
- Променева терапія раку голови та шиї

- Нейрогенний

- Епілептичний статус
- Паркінсонізм
- Отруєння стрихніном, фенотіазином
- Побічна дія ліків (фенотіазини, метоклопрамід, трициклічні антидепресанти тощо)
- Гіпокальціємія, гіпомагніємія, респіраторний алкалоз

- Психогенні розлади

## Патогенез
М'язи, що відповідають за закриття рота, а саме масетер, скроневий і медіальний крилоподібні м'язи, діють у 10 разів сильніше, ніж сили, що діють на м'язи, які відкривають рот, включаючи бічні крилоподібні, двошлункові та під'язикові м'язи. Іннервація більшості цих м'язів забезпечується нижньощелепним відділом п'ятого черепного нерва. Групи м'язів, які контролюють розкриття та змикання щелепи, діють в антагонізмі, оскільки нейрогенна стимуляція однієї групи спричинює рефлекторне нервове гальмування іншої. Хоча причинна дія може бути одностороннею, активований рефлекс є двостороннім.

## Клінічні прояви
Пацієнти з тризмом, можуть відзначати обмеження відкривання рота й іноді біль при спробах примусово відкрити рот. Однак у них часто виникають скарги, пов'язані з причиною, а не тризмом. Ті, хто має одонтогенну причину, можуть скаржитися на біль і набряк у зубах або яснах. Пацієнти з травмами можуть відзначати біль в області обличчя або нижньої щелепи. Гарячка може вказувати на наявність інфекційної природи тризму. М'язові спазми та парестезії можуть супроводжувати тризм у пацієнтів з нейрогенними або метаболічними причинами. Історія вживання тютюну або відомий рак, втрата ваги можуть викликати підозру на неопластичну причину.
Мовлення пацієнта може бути зміненим. Проте деякі інфекції глотки також можуть спричинити зміни в голосі хворого. «Гарячий картопляний голос» (англ. hot potato voice) може бути пов'язаний з тонзилітом або перитонзилярним абсцесом.
Тризм найчастіше є тимчасовим, який зазвичай проходить протягом 2 тижнів. У деяких пацієнтів, наприклад, у тих, у кого розвивається фіброз під час променевої терапії, тривалість тризму може бути більшою і є стійкість до консервативного лікування.
Багато з інфекційних і травматичних причин тризму можуть також мати свої (супутні) ускладнення. Наприклад, одонтогенна інфекція, що спричинює тризм, може ще більше ускладнитися флегмоною обличчя або нижньощелепним остеомієлітом. Тризм також може перешкоджати належному пероральному харчуванню та зволоженню. Крім того, тризм може бути пов'язаний з аспірацією через порушення механізму ковтання. Слід також зазначити, що інтубація ротоглотковим шляхом може бути неможливою у пацієнтів зі значним тризмом, що вимагає інших підходів, таких як інтубація носоглотки або трахеотомія. При тривалому перебігу тризм може призвести до фіброзу кісток, що потребуватиме спрямованої терапії.

## Діагностика
Діагноз тризму є клінічним. Додаткові візуалізації можуть бути корисними для визначення деякої його етіології. Комп'ютерна томографія може допомогти виявити травматичну етіологію, включаючи гематоми або переломи обличчя та нижньої щелепи. Магнітно-резонансна томографія може допомогти виявити аномалії в структурі глотки або ротової порожнини.

## Лікування
Пацієнти мають отримати настанови: щадіння рухової активності щелеп, уникати гризіння нігтів, жування ясен, стискання зубів. Слід співпрацювати з фізіотерапевтом щодо зміцнення щелепних м'язів у гострих випадках. Найкраще усунути тризм шляхом виявлення та лікування основної причини виникнення його. Більшість випадків тризму лікується за допомогою нестероїдних протизапальних препаратів. Рефрактерний хронічний тризм потребує фізіотерапевтичних втручань. у пацієнтів з тяжкими травмами, рубцями та променевою терапією тризм може стати хронічним і призводити до поганої якості життя.